# Трусово (Астраханская область)
Тру́сово — посёлок в Наримановском районе Астраханской области, входит в состав Старокучергановского сельсовета.

## Физико-географическая характеристика
Посёлок расположен на юго-востоке Наримановского района, в пределах западной ильменно-бугровой равнины, являющейся частью Прикаспийской низменности, между ериками Солянка и Биштюбинка.
Расстояние до Астрахани составляет 6 километров (до центра города), до районного центра города Нариманова — 39 километра, до административного центра сельского поселения села Старокучергановка — 2 километра.
Часовой пояс
Трусово находится в часовой зоне МСК+1. Смещение применяемого времени относительно UTC составляет +4:00.

## История
В 1969 г. указом президиума ВС РСФСР поселок при железнодорожной станции Трусово переименован в Трусово.

## Население
| 2002 | 2010  | 2011  | 2013  | 2014  |
| ---- | ----- | ----- | ----- | ----- |
| 1640 | ↘1610 | ↗1848 | ↘1682 | ↗1738 |

Национальный и гендерный состав
Согласно результатам переписи 2002 года большинство населения посёлка составляли русские (81 %)
По данным Всероссийской переписи, в 2010 году численность населения села составляла 1610  человек (755 мужчин и  855 женщин, 46,9 и 53,1 %% соответственно)
Согласно результатам переписи 2002 года, в национальной структуре населения русские составляли 81 % от общей численности 1640
жителей .
| № |                           | Численность населения, чел. (2010) | % от всего | % от указав- ших нацио- наль- ность |
| - | ------------------------- | ---------------------------------- | ---------- | ----------------------------------- |
|   | всего                     | 1623                               | 100,00 %   |                                     |
| 1 | Русские                   | 1321                               | 81,39 %    | 82,15 %                             |
| 2 | Татары                    | 98                                 | 6,04 %     | 6,09 %                              |
| 3 | Казахи                    | 56                                 | 3,45 %     | 3,48 %                              |
| 4 | Азербайджанцы             | 29                                 | 1,79 %     | 1,80 %                              |
| 5 | Украинцы                  | 20                                 | 1,23 %     | 1,24 %                              |
|   | другие                    | 83                                 | 5,11 %     | 5,16 %                              |
|   | указали национальность    | 1608                               | 99,08 %    | 100,00 %                            |
|   | не указали национальность | 15                                 | 0,92 %     |                                     |

## Транспорт
В центральной части посёлка находится железнодорожная станция Трусово, обслуживающая поезда пригородного сообщения, следующие по маршруту Астрахань II — Олейниково и обратно.

## Улицы посёлка
- ул. Школьная
- ул. Центральная
- ул. Железнодорожная
- ул. Дружбы
- ул. Тенистая
- ул. Шоссейная
- ул. Северная
- ул. Пустынная
- ул. Весенняя
- Весенний пер.